# Abolicionismo no Reino Unido
O abolicionismo no Reino Unido foi o movimento no final do século XVIII e início do século XIX visando acabar com a prática da escravidão, seja formal ou informal, no Reino Unido, no Império Britânico e no mundo, incluindo o fim do comércio de escravos no Atlântico. Era parte de um movimento abolicionista mais amplo na Europa Ocidental e nas Américas.
A compra e venda de escravos foi tornada ilegal em todo o Império Britânico em 1807, mas a posse de escravos foi permitida até que fosse completamente proibida em 1833, dando início a um processo em que, a partir de 1834, escravos se tornaram "aprendizes" contratados por seus antigos proprietários até que a emancipação fosse alcançada pela maioria em 1840, e as exceções restantes em 1843. Os ex-proprietários de escravos receberam do governo britânico uma compensação formal por suas perdas, conhecida como emancipação compensada.